# Чероки (окръг, Алабама)
Вижте пояснителната страница за други значения на Чероки.
Окръг Чероки (на английски: Cherokee County) е окръг в щата Алабама, Съединени американски щати. Площта му е 1554 km², а населението – 24 971 души (1 април 2020). Административен център е град Сентър. В Чероки не се продава алкохол.